# 레시니페라톡신
레시니페라톡신(Resiniferatoxin, RTX)은 모로코에서 발견되는 선인장 식물 백각기린(유포르비아 레시니페라)에서 자연적으로 볼 수 있는 화학 물질이며, 1~5mg만 섭취하더라도 치명적인 몸 손상을 받을 수 있는 독극물이다. 나이지리아 북부 유포르비아 포이소이에서도 발견된다. 캡사이신의 강력한 기능 유사체로서 고추의 유효 성분이다.
레시니페라톡신은 160억 스코빌 척도 점수를 받았으며 이는 순수 캡사이신 대비 약 500~1000배 더 매운 편에 속한다.